# Wilhelm von der Horst

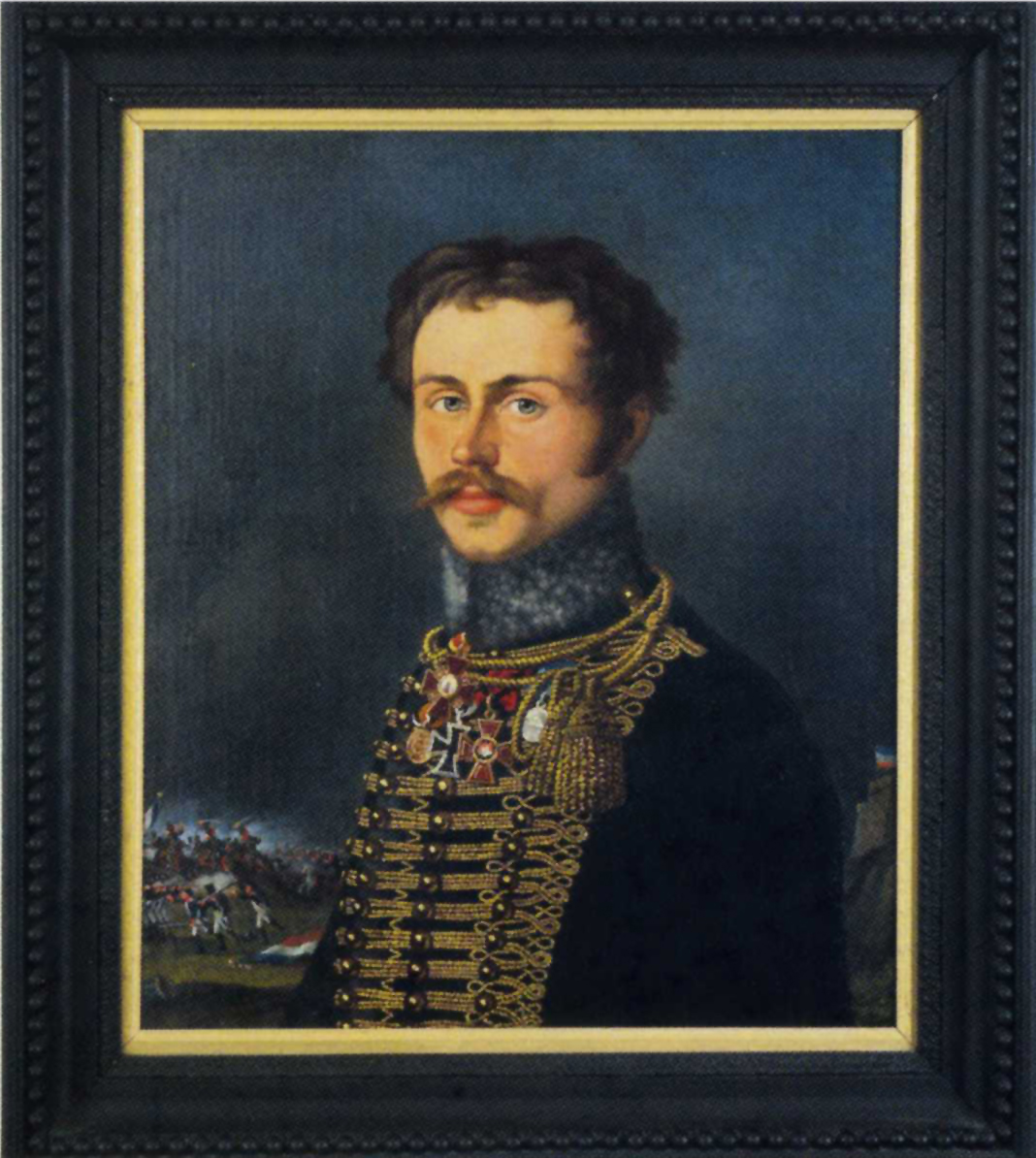
Wilhelm von der Horst um 1818

Wilhelm Johann Heinrich Ludwig Freiherr von der Horst (* 19. Oktober 1786 in Köslin; † 26. Januar 1874 in Bückeburg) war ein preußischer Generalleutnant.

## Leben

### Herkunft
Wilhelm entstammte dem westfälischen Adelsgeschlecht Horst. Er war der Sohn von Georg Wilhelm Peter Alfred von der Horst (1759–1805) und dessen Ehefrau Anna Helene Dorothea, geborene von Liebenau (1766–1831). Seine beiden Brüder Ulrich Angelbert und August Bernhard schlugen ebenfalls eine Militärkarriere in der Preußischen Armee ein und brachten es beide zum Generalleutnant.

### Militärkarriere
Er trat im Jahr 1800 in ein preußisches Feldjägerregiment ein, erhielt aber bereits 1801 seine Demission. Am 24. März 1804 wurde er wieder eingestellt. Er kam als Kornett in das Husarenregiment des Herzogs Eugen von Württemberg. Nach der Schlacht bei Jena und Auerstedt wurde er unmittelbar als Ordonnanzoffizier zum Fürsten Hohenlohe entsandt. Am 30. Januar 1807 wurde er zum Sekondeleutnant befördert und kam nach Kolberg, wo er sich Ferdinand von Schill unterstellte. Er nahm an dessen eigenmächtigen und vergeblichen Zug im Jahr 1809 von Berlin nach Stralsund teil und kämpfte bei Todtendorf, Damgarten und Stralsund.
Am 10. Oktober 1809 wurde er zum Pommerischen Husaren-Regiment versetzt und am 4. November 1809 dem 2. Leib-Husaren-Regiment aggregiert. Am 7. Oktober 1810 kam er zum Schlesischen Kürassier-Regiment. Dort nahm er am 8. Mai 1812 seinen Abschied, um nicht für Frankreich kämpfen zu müssen. Stattdessen ging er 7. Mai 1813 als Rittmeister eines Husarenregiments in die Russisch-Deutsche Legion.
Er kämpfte in den Befreiungskriegen 1813/14 in Norddeutschland und den Niederlanden. In der Schlacht an der Göhrde gelang es ihm, mit seiner Eskadron ein Infanteriekarree zu sprengen. Dafür wurde ihm der Orden des Heiligen Wladimir IV. Klasse verliehen. Ferner kämpfte er in den Gefechten bei Kögel, Sehestedt sowie bei den Belagerungen von Hamburg und Rendsburg. Nach dem Ende des Krieges wurde er am 29. März 1815 mit der Legion wieder in preußische Dienste übernommen und Eskadronchef im 8. Ulanen-Regiment angestellt. Mit diesem war er am Feldzug von 1815 beteiligt. Er kämpfte in den Schlachten bei Ligny und Waterloo sowie den Gefechten bei Wavre und Limale. Für Namur wurde ihm das Eiserne Kreuz II. Klasse verliehen. Außerdem erhielt Horst die Russische Medaille für 1812/13 sowie die Medaille für den Einzug in Paris.
Nach dem Krieg wurde er am 19. September 1818 Major. Am 30. März 1832 wurde er zunächst mit der Führung des 3. Husaren-Regiments beauftragt und am 2. September 1832 zum Regimentskommandeur ernannt. In dieser Eigenschaft avancierte er bis Ende März 1836 zum Oberst und erhielt am 26. Mai das Kreuz des Guelphen-Ordens sowie am 8. Juni 1838 den Orden der Heiligen Anna mit Brillanten. Am 24. März 1841 wurde er als Kommandeur zur 16. Kavallerie-Brigade versetzt sowie am 7. April 1842 zum Generalmajor befördert. Horst erhielt am 8. April 1841 die Erlaubnis zum Tragen der Uniform des 3. Husaren-Regiments und wurde dem Regiment aggregiert. Im Jahr 1848 veranlassten ihn die politischen Ereignisse, seinen Abschied einzureichen. Am 4. April 1848 bekam er seine Demission mit dem Charakter als Generalleutnant, am 21. Mai 1858 wurde er dann mit Pension zur Disposition gestellt. Nach seiner Verabschiedung wurde ihm am 20. Juni 1862 der Rote Adlerorden I. Klasse verliehen. Horst, der Ehrenritter des Johanniterordens war, starb am 16. Januar 1874 in Bückeburg.

### Familie
Freiherr von der Horst heiratete am 14. Dezember 1837 Klothilde (Clotilde) Friederike Auguste Gräfin von Bernstorff (1811–1874). Das Paar hatte keine eigenen Kinder, daher adoptierte es die Nichte Anna Henriette Adelgunde Thekla von Rantzau (* 1. Mai 1851), die den Namen von der Horst-Rantzau erhielt. Diese war die Tochter des Amtsmann Woldemar Friedrich Ludwig von Rantzau (1813–1877), älterer Bruder des Generalleutnants Hermann von Rantzau, und der Emma Luise Auguste Erika Gräfin von Bernstorff (1819–1851).